# Fischberg (Witzelroda)
Der Fischberg ist ein 295,4 m hoher Berg in der Gemarkung Witzelroda der Kreisstadt Bad Salzungen im Wartburgkreis in Thüringen.
Der Fischberg ist ein aus Buntsandstein bestehender, landwirtschaftlich genutzter Berg und befindet sich am Rande des Werratals. Der Berg markiert einen Grenzpunkt der Orte  Schweina, Witzelroda und Barchfeld. Im Westen liegt am Fuß des Berges der als natürlicher Erdfall entstandene Michelsteich.
An der Ost- und Südseite des Fischberges sind noch mittelalterliche Ackerterrassen zu erkennen.
An der Ostseite des Fischberges fließt die Fischgraben als rechter Zufluss der Werra entgegen. Der Stadtteil Meimers von Bad Liebenstein befindet sich ebenfalls am Osthang des Berges. Die als Ortsumgehung für Barchfeld und einige Moorgrundortsteile neu trassierte Bundesstraße 19 führt am Südwesthang des Berges entlang. 